# Lazarus van Aix
Lazarus van Aix zou de eerste bisschop geweest zijn van Aix-en-Provence. Hij was bisschop van 408 tot 411.

## Biografie
Lazarus en zijn collega Heros van Arles werden door usurpator Constantijn III van Rome aangesteld als bisschop, de een in Aix-en-Provence, de ander in Arles. Beiden waren discipelen van Martinus van Tours.
In 411 werd Constantijn III gevangengenomen en onthoofd. Kort nadien werden de gestichte bisdommen afgeschaft. Onzeker voor hun toekomst vluchtten Lazarus en Heros naar het Heilige Land. Rond 415 keerden zij samen met Johannes Cassianus terug naar Marseille.
Volgens een grafsteen, teruggevonden in de Abdij Saint-Victor (Marseille), zou hij daar begraven zijn op 31 augustus 441.

## Verwarring
Tijdens het bewind van Karel de Grote werden zijn relikwieën herontdekt in de abdij van Saint Victor in Marseille. Men ging ervan uit dat het de stoffelijke resten waren van Lazarus, de vriend van Jezus, vandaar de legende dat Maria, Marta en Lazarus in Marseille zouden zijn geland. 